# Македонски дъб
Македонският дъб (Quercus trojana, „троянски дъб“) е полу-вечнозелен, бързорастящ вид от семейство Букови. Разпространен е локално на Апенинския полуостров, западните части на Балканския полуостров и Мала Азия. Представлява дърво от втора величина, със сиво-кафява напукана кора, продълговати ненаделени листа с едро назъбен ръб, и приседнали жълъди (плодове), частично скрити в купули с изправени люспи. В България е установен само в планините западно от долината на река Струма, между 900 и 1000 m н.в.